# Mike Hordy
Michael William "Mike" Hordy, född 10 oktober 1956, är en kanadensisk före detta professionell ishockeyspelare som tillbringade två säsonger i den nordamerikanska ishockeyligan National Hockey League (NHL), där han spelade för ishockeyorganisationen New York Islanders. Han producerade inga poäng (inga mål och inga assists) samt drog på sig nio utvisningsminuter på elva grundspelsmatcher. Hordy spelade också på lägre nivåer för Maine Mariners i American Hockey League (AHL), Muskegon Mohawks i International Hockey League (IHL), Fort Worth Texans och Indianapolis Checkers i Central Hockey League (CHL), Grasshopper i Nationalliga B (NLB) och Sault Ste. Marie Greyhounds i Ontario Major Junior Hockey League (OMJHL).
Han draftades i andra rundan i 1976 års draft av New York Islanders som 86:e spelare totalt.
Hordy var delaktig när Islanders dynastilag vann sin första av fyra raka Stanley Cup som de bärgade mellan 1980 och 1983, han själv blev dock inte klassificerad som vinnare eftersom han spelade bara nio matcher för dem under den aktuella säsongen.

## Statistik
| 1973–1974    | Thunder Bay Hurricanes      | MWJHL        | 59  | 11 | 39  | 50  | 34  | —  | — | —  | —  | —  |
| 1974–1975    | Sault Ste. Marie Greyhounds | OMJHL        | 70  | 18 | 33  | 51  | 59  | —  | — | —  | —  | —  |
| 1975–1976    | Sault Ste. Marie Greyhounds | OMJHL        | 63  | 17 | 51  | 68  | 84  | 12 | 2 | 8  | 10 | 8  |
| 1976–1977    | Fort Worth Texans           | CHL          | 2   | 0  | 0   | 0   | 5   | 3  | 0 | 0  | 0  | 0  |
|              | Muskegon Mohawks            | IHL          | 77  | 16 | 45  | 61  | 38  | 7  | 2 | 4  | 6  | 2  |
| 1977–1978    | Fort Worth Texans           | CHL          | 76  | 14 | 35  | 49  | 87  | 14 | 2 | 9  | 11 | 15 |
| 1978–1979    | New York Islanders          | NHL          | 2   | 0  | 0   | 0   | 0   | —  | — | —  | —  | —  |
|              | Fort Worth Texans           | CHL          | 74  | 17 | 48  | 65  | 71  | 5  | 0 | 3  | 3  | 6  |
| 1979–1980    | New York Islanders          | NHL          | 9   | 0  | 0   | 0   | 7   | —  | — | —  | —  | —  |
|              | Indianapolis Checkers       | CHL          | 64  | 4  | 32  | 36  | 43  | 7  | 0 | 4  | 4  | 2  |
| 1980–1981    | Indianapolis Checkers       | CHL          | 70  | 10 | 48  | 58  | 103 | 5  | 1 | 3  | 4  | 6  |
| 1981–1982    | Indianapolis Checkers       | CHL          | 79  | 17 | 49  | 66  | 86  | 10 | 4 | 6  | 10 | 15 |
| 1982–1983    | Grasshopper                 | NLB          | 27  | 16 | 10  | 26  | 40  | —  | — | —  | —  | —  |
| 1983–1984    | Maine Mariners              | AHL          | 72  | 11 | 40  | 51  | 31  | 17 | 2 | 6  | 8  | 4  |
| 1984–1985    | Maine Mariners              | AHL          | 68  | 1  | 18  | 19  | 46  | —  | — | —  | —  | —  |
| NHL totalt   | NHL totalt                  | NHL totalt   | 11  | 0  | 0   | 0   | 7   | —  | — | —  | —  | —  |
| AHL totalt   | AHL totalt                  | AHL totalt   | 140 | 12 | 58  | 70  | 77  | 17 | 2 | 6  | 8  | 4  |
| CHL totalt   | CHL totalt                  | CHL totalt   | 365 | 62 | 212 | 274 | 395 | 44 | 7 | 25 | 32 | 44 |
| OMJHL totalt | OMJHL totalt                | OMJHL totalt | 133 | 35 | 84  | 119 | 143 | 12 | 2 | 8  | 10 | 8  |